# Calophasia castior
Calophasia castior là một loài bướm đêm trong họ Noctuidae.